# Mikel Artetxe Guezuraga
Mikel Artetxe Guezuraga (Larrabetzu, 24 de setembre de 1976) és un ciclista basc, que fou professional entre 1999 i 2005. Va guanyar algunes etapes en proves com la Volta a Andalusia.

## Palmarès
- 1996
  -  Campió d'Espanya de ciclocròs sub-23
- 1997
  -  Campió d'Espanya de ciclocròs sub-23
- 1998
  - Vencedor d'una etapa a la Volta a Navarra
- 2000
  - 1r al Gran Premi Jornal de Noticias i vencedor de 2 etapes
- 2001
  - Vencedor d'una etapa a la Volta a Andalusia
- 2002
  - Vencedor d'una etapa al Trofeu Joaquim Agostinho
- 2006
  - Vencedor d'una etapa a la Volta a Andalusia

### Resultats a la Volta a Espanya
- 2002. 86è de la classificació general
- 2004. 108è de la classificació general

### Resultats al Tour de França
- 2003. 80è de la classificació general